# Rezerwat przyrody Kałeckie Błota

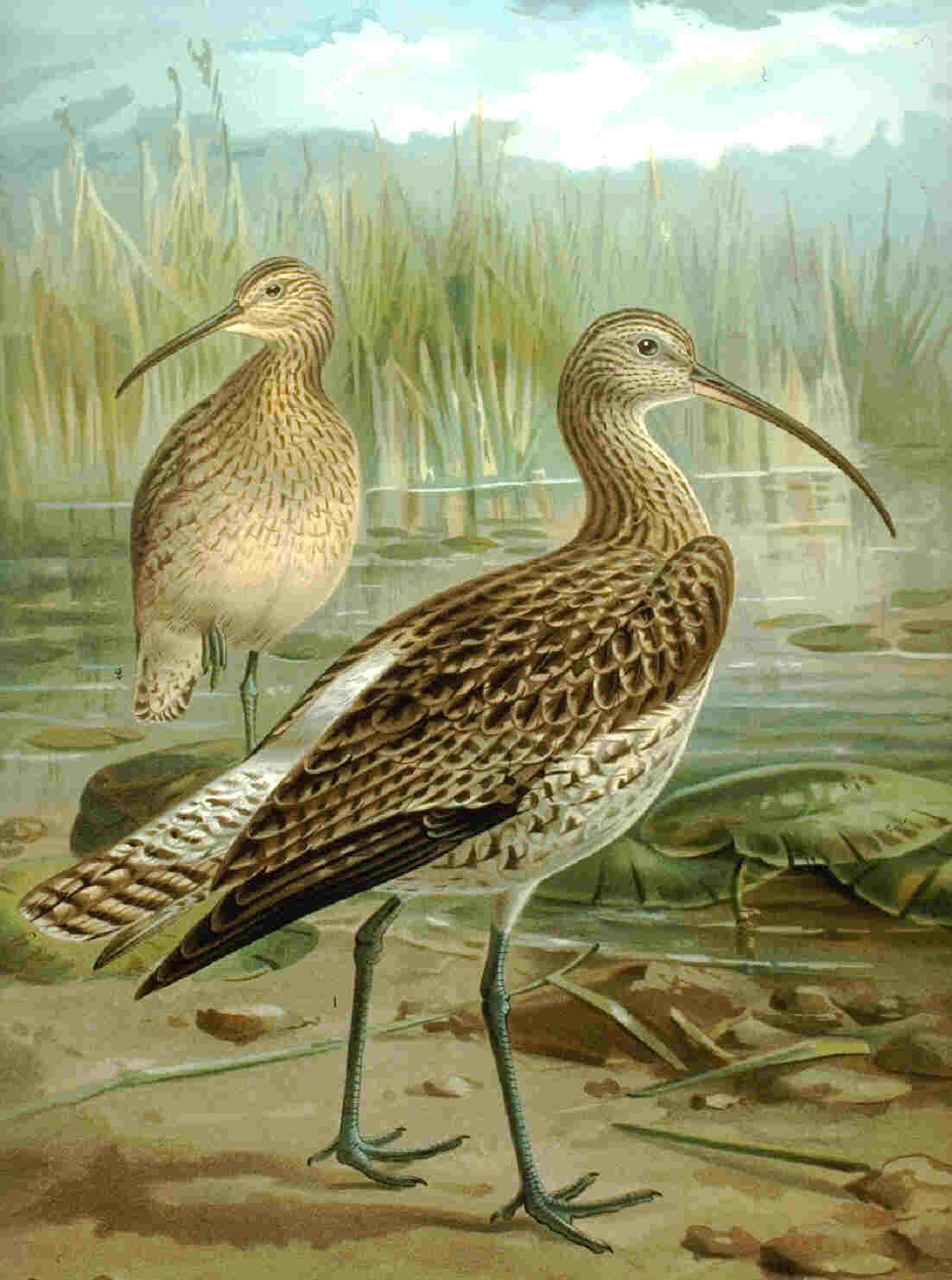
Kulik wielki

Rezerwat przyrody Kałeckie Błota – rezerwat faunistyczny położony na terenie gminy Srokowo, w powiecie kętrzyńskim, w województwie warmińsko-mazurskim. Zajmuje powierzchnię 173,82 ha (w chwili powołania liczył 186,48 ha). Został utworzony w 1988 roku w celu ochrony biotopów lęgowych różnych gatunków zwierząt wodnych i błotnych, głównie ptactwa i bobrów (6 rodzin bobrzych, czyli ok. 30 sztuk). Występuje tu około 90 gatunków ptaków o zagęszczeniu 33 pary na 10 ha, m.in.: lęgowiska strumieniówki, brodźca samotnego, kulika, brodźca leśnego, orlika, bąka, kropiatki i żurawia.
Na terenie rezerwatu występuje wydra, spotkać można też tu łosia i wilka szarego.
Rezerwat znajduje się około 12 km na północ od Srokowa, około 0,5 km od wsi Kałki i na zachód od Kanału Mazurskiego. W pobliżu znajduje się rezerwat przyrody Bajory.